# Yash Raj Films
Yash Raj Films (YRF) ist das Produktionsunternehmen von Yash Chopra, einem bekannten indischen Produzent und Regisseur. Anfänglich arbeitete er für die Filmgesellschaft seines Bruders, bis er 1970 sein eigenes Produktionsunternehmen gründete. Yash Raj Films gehört zu den größten Filmgesellschaften Indiens und hat ein nennenswertes Image, Filme von hoher Qualität zu produzieren. Seit dem Tod von Yash Chopra haben seine Frau Pamela Chopra und sein Sohn Aditya Chopra die Leitung des Produktionsunternehmens übernommen. Unterstützung erhalten sie von ihrem jüngeren Sohn Uday Chopra.

## Hintergründe
Yash Raj Films hat auch ein eigenes Musiklabel, genannt Yash Raj Music, und produziert DVDs, Videos und VCDs unter dem Yash Raj Films Home Entertainment Label. Yash Raj Films Home Entertainment hat sich sowohl die Rechte für Raj Kapoors Filme und dessen Produktionsfirma R. K. Films, als auch die von Baldev Raj Chopra und seiner Produktionsfirma B. R. Films, käuflich erworben.
2004 platzierte der Hollywood Reporter Yash Raj Films auf die Nummer 27 der größten Produktionsfirma (Biggest Film Distribution Houses) der Welt.
Seit 2007 verkaufen sie ihre Musik in digitaler Form über ihre Webseite, zusammen mit DVDs und Audio CDs. Sie haben auch angefangen die Soundtracks auf iTunes zu verkaufen. Im Mai 2007 haben sie sich mit The Walt Disney Company als Co-Produzenten zusammengeschlossen, um Zeichentrickfilme in Indien zu vermarkten.
Yash Raj Films hat eine eigene Kleidungsmarke namens Diva'ni, die Bollywood inspirierte Kleidung entwirft.

## Filme, produziert von Yash Raj Films
| Jahr | Film                                                             | Regisseur                                            |
| ---- | ---------------------------------------------------------------- | ---------------------------------------------------- |
| 1973 | Daag: A Poem of Love                                             | Yash Chopra                                          |
| 1976 | Kabhi Kabhie                                                     | Yash Chopra                                          |
| 1977 | Doosra Aadmi                                                     | Ramesh Talwar                                        |
| 1978 | Trishul                                                          | Yash Chopra                                          |
| 1979 | Noorie                                                           | Manmohan Krishna                                     |
| 1979 | Kaala Patthar                                                    | Yash Chopra                                          |
| 1981 | Nakhuda                                                          | Dilip Naik                                           |
| 1981 | Silsila                                                          | Yash Chopra                                          |
| 1982 | Sawaal                                                           | Ramesh Talwar                                        |
| 1984 | Mashaal                                                          | Yash Chopra                                          |
| 1985 | Faasle                                                           | Yash Chopra                                          |
| 1988 | Vijay                                                            | Yash Chopra                                          |
| 1989 | Chandni                                                          | Yash Chopra                                          |
| 1991 | Lamhe                                                            | Yash Chopra                                          |
| 1993 | Darr                                                             | Yash Chopra                                          |
| 1994 | Yeh Dillagi                                                      | Naresh Malhotra                                      |
| 1995 | Dilwale Dulhania Le Jayenge – Wer zuerst kommt, kriegt die Braut | Aditya Chopra                                        |
| 1997 | Dil To Pagal Hai – Mein Herz spielt verrückt                     | Yash Chopra                                          |
| 1997 | Humko Ishq Ne Mara (TV)                                          | Arjun Sablok                                         |
| 2000 | Denn meine Liebe ist unsterblich (Mohabbatein)                   | Aditya Chopra                                        |
| 2002 | Mere Yaar Ki Shaadi Hai                                          | Sanjay Gadhvi                                        |
| 2002 | Beste Freunde küsst man nicht! (Mujhse Dosti Karoge)             | Kunal Kohli                                          |
| 2002 | Saathiya – Sehnsucht nach dir                                    | Shaad Ali                                            |
| 2004 | Hum Tum – Ich & du, verrückt vor Liebe                           | Kunal Kohli                                          |
| 2004 | Dhoom! – Die Jagd beginnt                                        | Sanjay Gadhvi                                        |
| 2004 | Veer und Zaara – Die Legende einer Liebe                         | Yash Chopra                                          |
| 2005 | Bunty und Babli                                                  | Shaad Ali                                            |
| 2005 | Hochzeit – Nein danke! (Salaam Namaste)                          | Siddharth Anand                                      |
| 2005 | Neal 'n' Nikki                                                   | Arjun Sablok                                         |
| 2006 | Fanaa                                                            | Kunal Kohli                                          |
| 2006 | Dhoom 2 – Back in Action                                         | Sanjay Gadhvi                                        |
| 2006 | Kabul Express                                                    | Kabir Khan                                           |
| 2007 | Papa gibt Gas – Eine Familie ist nicht zu stoppen                | Siddharth Anand                                      |
| 2007 | Jhoom Barabar Jhoom                                              | Shaad Ali                                            |
| 2007 | Chak De! India – Ein unschlagbares Team                          | Shimit Amin                                          |
| 2007 | Laaga Chunari Mein Daag – Der Weg einer Frau                     | Pradeep Sarkar                                       |
| 2007 | Aaja Nachle – Komm, tanz mit mir                                 | Anil Mehta                                           |
| 2008 | Tashan                                                           | Vijay Krishna Acharya                                |
| 2008 | Thoda Pyaar Thoda Magic                                          | Kunal Kohli                                          |
| 2008 | Bachna Ae Haseeno – Liebe auf Umwegen                            | Siddharth Anand                                      |
| 2008 | Roadside Romeo                                                   | Jugal Hansraj Co-Produktion mit Walt Disney Pictures |
| 2008 | Ein göttliches Paar (Rab Ne Bana Di Jodi)                        | Aditya Chopra                                        |
| 2009 | New York                                                         | Kabir Khan                                           |
| 2009 | Mein Herz ruft nach Liebe – Dil Bole Hadippa! (Dil Bole Hadippa) | Anurag Singh                                         |
| 2009 | Rocket Singh: Salesman of the Year                               | Shimit Amin                                          |
| 2009 | Pyaar Impossible                                                 | Jugal Hansraj                                        |
| 2010 | Badmaash Company                                                 | Parmeet Sethi                                        |
| 2010 | Lafangey Parindey                                                | Pradeep Sarkar                                       |
| 2010 | Die Hochzeitsplaner – Band Baaja Baaraat                         | Maneesh Sharma                                       |
| 2011 | Mere Brother Ki Dulhan                                           | Ali Abbas Zafar                                      |
| 2011 | Ladies vs Ricky Bahl                                             | Maneesh Sharma                                       |
| 2012 | Ishaqzaade                                                       | Habib Faisal                                         |
| 2012 | Mission Liebe – Ek Tha Tiger                                     | Kabir Khan                                           |
| 2012 | Solang ich lebe – Jab Tak Hai Jaan                               | Yash Chopra                                          |
| 2013 | Aurangzeb                                                        | Atul Sabharwal                                       |
| 2013 | Shuddh Desi Romance                                              | Maneesh Sharma                                       |
| 2013 | Dhoom: 3                                                         | Vijay Krishna Acharya                                |
| 2014 | Gunday                                                           | Ali Abbas Zafar                                      |
| 2014 | Aaha Kalyanam                                                    | A. Gokul Krishna                                     |
| 2014 | Bewakoofiyan                                                     | Nupur Asthana                                        |
| 2014 | Grace of Monaco                                                  | Olivier Dahan                                        |
| 2014 | Mardaani                                                         | Pradeep Sarkar                                       |
| 2014 | Daawat-e-Ishq                                                    | Habib Faisel                                         |
| 2015 | Dum Laga Ke Haisha                                               | Sharat Katariya                                      |

## Filme, die über Yash Raj Films vertrieben worden sind
- Kuch Kuch Hota Hai – Und ganz plötzlich ist es Liebe (1998)
- Mann (1999)
- Denn meine Liebe ist unsterblich (Mohabbatein) (2000)
- In guten wie in schweren Tagen (2001)
- Mere Yaar Ki Shaadi Hai (2002)
- Beste Freunde küsst man nicht! (Mujhse Dosti Karoge) (2002)
- Saathiya – Sehnsucht nach dir (2002)
- Lebe und denke nicht an morgen (Kal Ho Naa Ho) (2003)
- Sternenkind – Koi Mil Gaya (2003)
- Hum Tum – Ich & du, verrückt vor Liebe (2004)
- Dhoom! – Die Jagd beginnt (2004)
- Veer und Zaara – Die Legende einer Liebe (2004)
- Black (2005)
- Bunty und Babli (2005)
- The Rising – Aufstand der Helden (2005)
- Hochzeit – Nein danke! (Salaam Namaste) (2005)
- Neal 'n' Nikki (2005)
- Fanaa (2006)
- Krrish (2006)
- Kabhi Alvida Naa Kehna – Bis dass das Glück uns scheidet (2006)
- Kabul Express (2006)
- Dhoom 2 – Back in Action (2006)
- Papa gibt Gas – Eine Familie ist nicht zu stoppen (2007)
- Jhoom Barabar Jhoom (2007)
- Chak De! India – Ein unschlagbares Team (2007)
- Laaga Chunari Mein Daag – Der Weg einer Frau (2007)
- Aaja Nachle – Komm, tanz mit mir (2007)
- Tashan (2008)
- Roadside Romeo (2008) (Co-Produktion mit Walt Disney Pictures)
- Mission Liebe – Ek Tha Tiger (2012)
- Happy New Year – Herzensdiebe (2014)

## Regisseure, die mit Yash Raj Films zusammenarbeiten
Hier sind Regisseure aufgelistet, die schon mehrfach mit Yash Raj Films zusammengearbeitet haben oder noch arbeiten werden.
- Vijay Krishna Acharya – Tashan
- Shaad Ali – Saathiya – Sehnsucht nach dir, Bunty und Babli, Jhoom Barabar Jhoom, Kill Dil
- Shimit Amin – Chak De! India – Ein unschlagbares Team
- Siddharth Anand – Hochzeit – Nein danke!, Papa gibt Gas – Eine Familie ist nicht zu stoppen, Bachna Ae Haseeno – Liebe auf Umwegen
- Sanjay Gadhvi – Mere Yaar Ki Shaadi Hai, Dhoom! – Die Jagd beginnt, Dhoom 2 – Back in Action
- Jugal Hansraj – Roadside Romeo
- Kunal Kohli – Beste Freunde küsst man nicht!, Hum Tum – Ich & du, verrückt vor Liebe, Fanaa, Thoda Pyaar Thoda Magic, Für immer und ewig – Teri Meri Kahaani
- Anil Mehta – Aaja Nachle – Komm, tanz mit mir
- Arjun Sablok – Neal 'n' Nikki
- Pradeep Sarkar – Laaga Chunari Mein Daag – Der Weg einer Frau, Mardaani, Lafangey Parindey
- Kabir Khan – Mission Liebe – Ek Tha Tiger